# Lungans sträckreceptorer
Lungans sträckreceptorer är en form av mekanoreceptorer som innerverar lungvävnaden, framför allt luftvägarna. De känner av lungornas utvidgning, och signalerar om detta genom vagusnerven till medulla oblongata i hjärnstammen. Signaleringsfrekvensen stiger med utvidgningen, och tillräckligt hög signaleringsfrekvens kommer att avbryta inandningen, genom att andningsreglerande områden i förlängda märgen minskar signalering i efferenta motorneuron, främst i mellangärdesnerven.
Lungans sträckreceptorer delas in i två grupper:
- Långsamt anpassande sträckreceptorer, förhindrar överinflation av lungorna. När lungvolymen blivit tillräckligt stor hämmas inspiratoriska muskelrörelser. Är troligtvis en viktig funktion framför allt hos spädbarn, för att upprätthålla normal andning. Hos vuxna verkar de ha en mindre viktig roll, utan utgör sannolikt en del av en stor mängd input som reglerar andningen.
- Snabbt anpassande sträckreceptorer, svarar snabbt på förändringar i inhalation genom att öka signaleringsfrekvensen under några bråkdelar av en sekund. Till skillnad från de långsamt anpassande sträckreceptorerna stimuleras de snabba även av en mängd olika kemiska irritationsämnen, som serotonin, cigarettrök, prostaglandiner med mera. Framför allt reagerar de också på histamin, som orsakar bronkkonstriktion hos astmatiker.